# St Clement Danes
St Clement Danes, est une église située à l'extrémité est du Strand dans la Cité de Westminster à Londres. C'est l'église officielle de la Royal Air Force. 

## Histoire

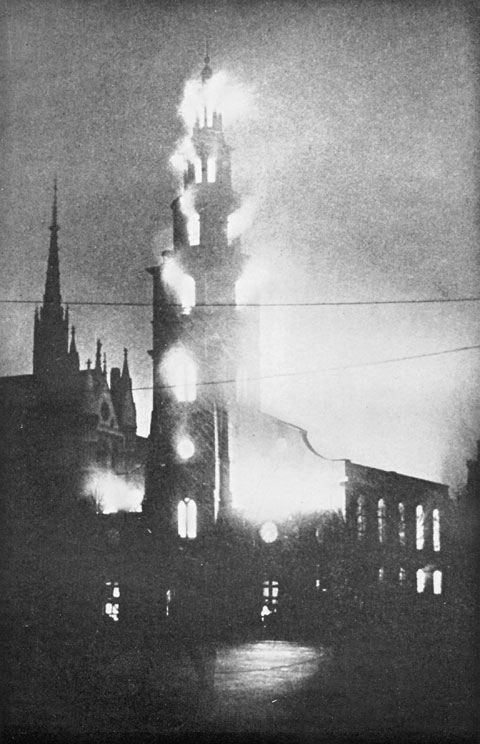
St Clement Danes, en feu le 10 mai 1941.

La première église sur le site a été fondée par les Danois vivant au bord de la Tamise au IXe siècle. Le roi Harold Pied-de-Lièvre y est enterré en mars 1040 avant que son corps ne soit exhumé par son frère Harthacnut et jeté dans les marais qui bordent la Tamise.
L'église a d'abord été reconstruite une première fois par Guillaume le Conquérant, puis à nouveau au Moyen Âge. Elle était dans un tel mauvais état à la fin du XVIIe siècle qu'elle a été démolie et reconstruite à nouveau de 1680 à 1682, cette fois par Christopher Wren. Le clocher a été construit de 1719 à 1720 par James Gibbs.
William Webb Ellis, souvent crédité de l'invention du rugby, a été recteur de l'église.
L'église a été presque complètement détruite par les bombes allemandes pendant le Blitz de Londres du 10 mai 1941. Les murs extérieurs, la tour et le clocher de Gibbs ont survécu au bombardement, mais l'intérieur a été ravagé par un incendie.
Son délabrement très avancé a inspiré George Orwell dans 1984 pour évoquer le passé, le deuil mélancolique et les destructions du totalitarisme.
L'intérieur et le toit ont été restaurés après la Seconde Guerre mondiale, et de nouvelles cloches ont été installées en 1957. L'église est devenue monument classé de grade I le 24 février 1958 et elle a été re-consacrée le 19 octobre cette même année.

## Description
L'église est construite de pierre de Portland. Elle a une tour et un clocher à son extrémité occidentale et une abside à son extrémité orientale. St Clement Danes est la seule église par Wren, à l'exception de la cathédrale Saint-Paul de Londres, à avoir une abside.
À l'intérieur, le sol est construit d'ardoise galloise. Il est gravé avec les emblèmes de plus de huit cents commandements, groupes, stations, escadrons et autres formations de la Royal Air Force. Aussi sur le sol, se trouvent deux monuments aux morts. Un, proche de la porte d'entrée, est composé d'un cercle des emblèmes des armées de l'air des pays du Commonwealth britannique, avec l'emblème de la Royal Air Force au centre. L'autre, dans l'aile septentrionale, est dédié aux aviateurs et escadrons polonais qui combattent dans la défense du Royaume-Uni et dans la libération de l'Europe durant la Seconde Guerre mondiale.
Près de l'autel se trouvent les plaques avec les noms de personnels de la Royal Air Force qui ont obtenu la croix de Victoria et la croix de George.
La chaire de l'église originelle, par Grinling Gibbons, survit encore, et l'orgue est abrité dans une copie du vieux buffet.

### Galerie

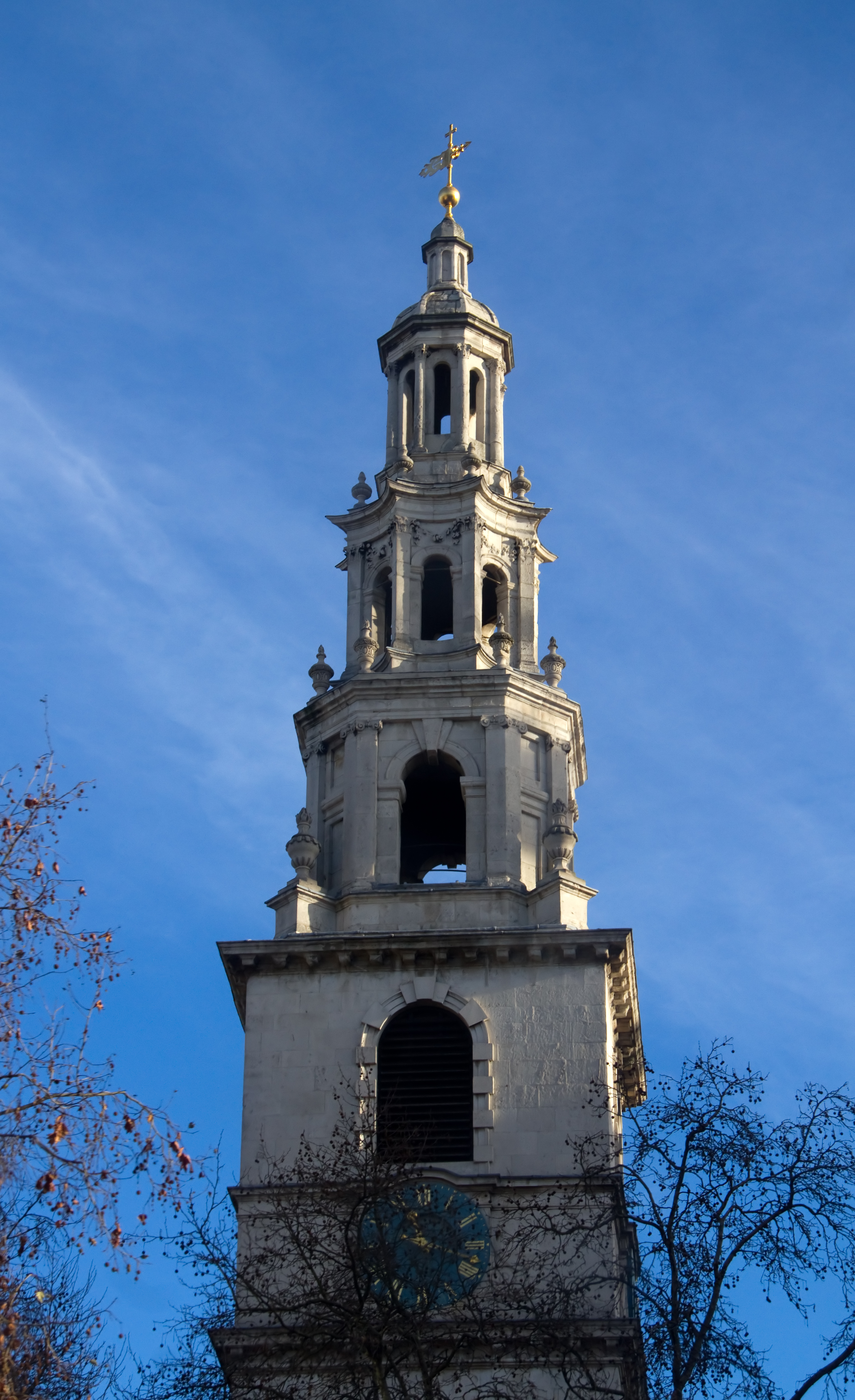
Tour
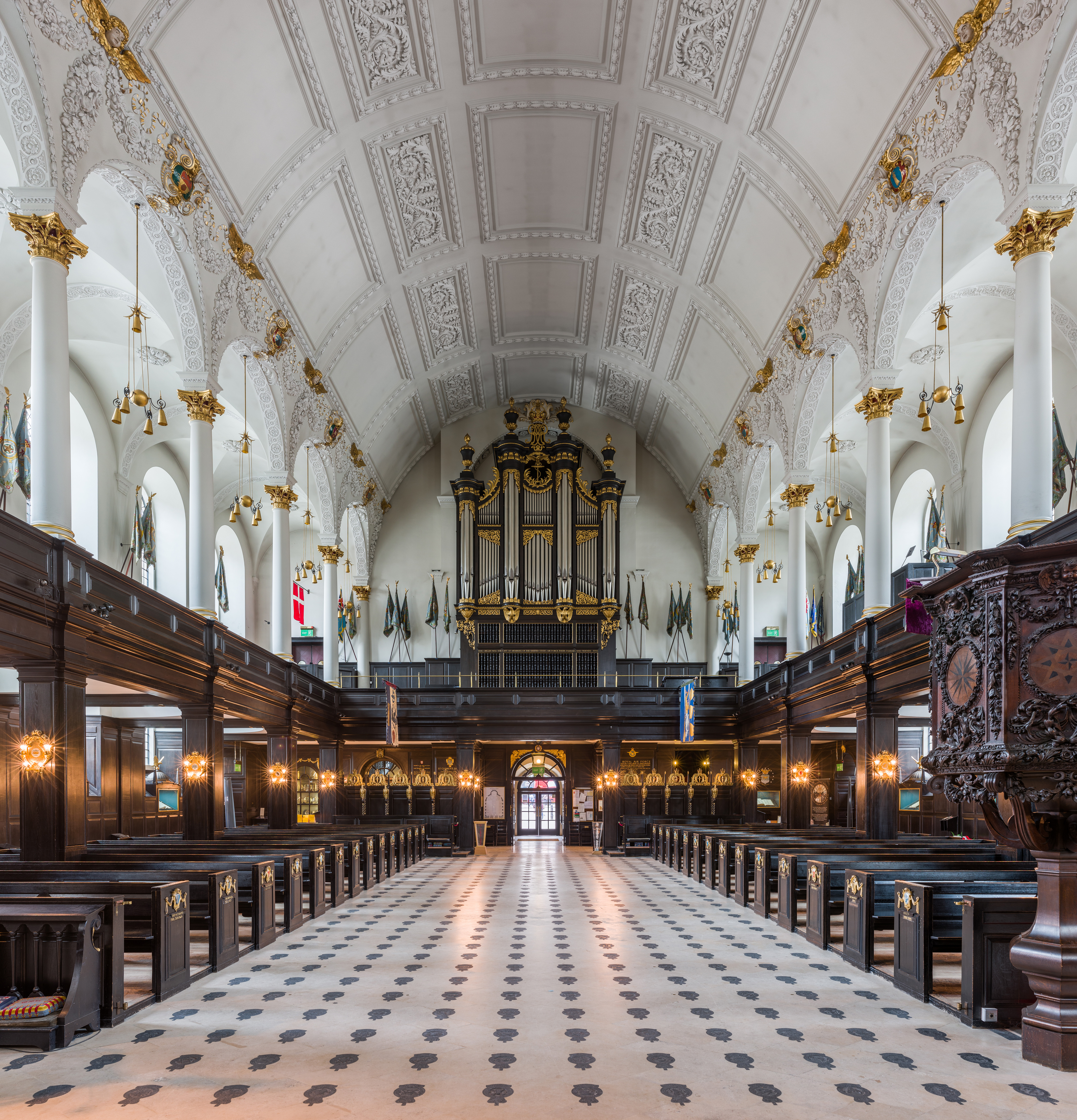
Intérieur, regardant vers l'orgue
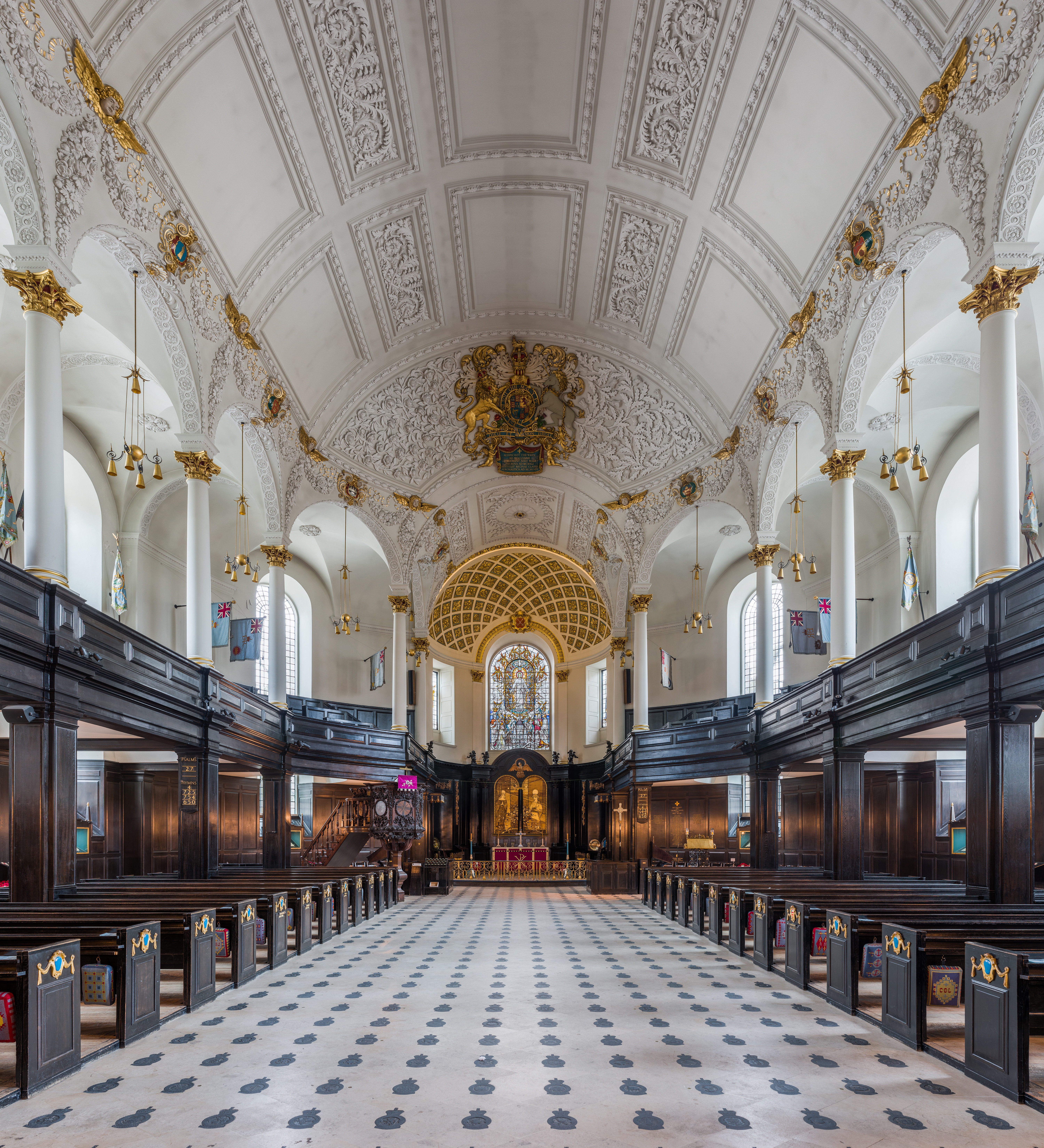
Intérieur, regardant vers l'autel
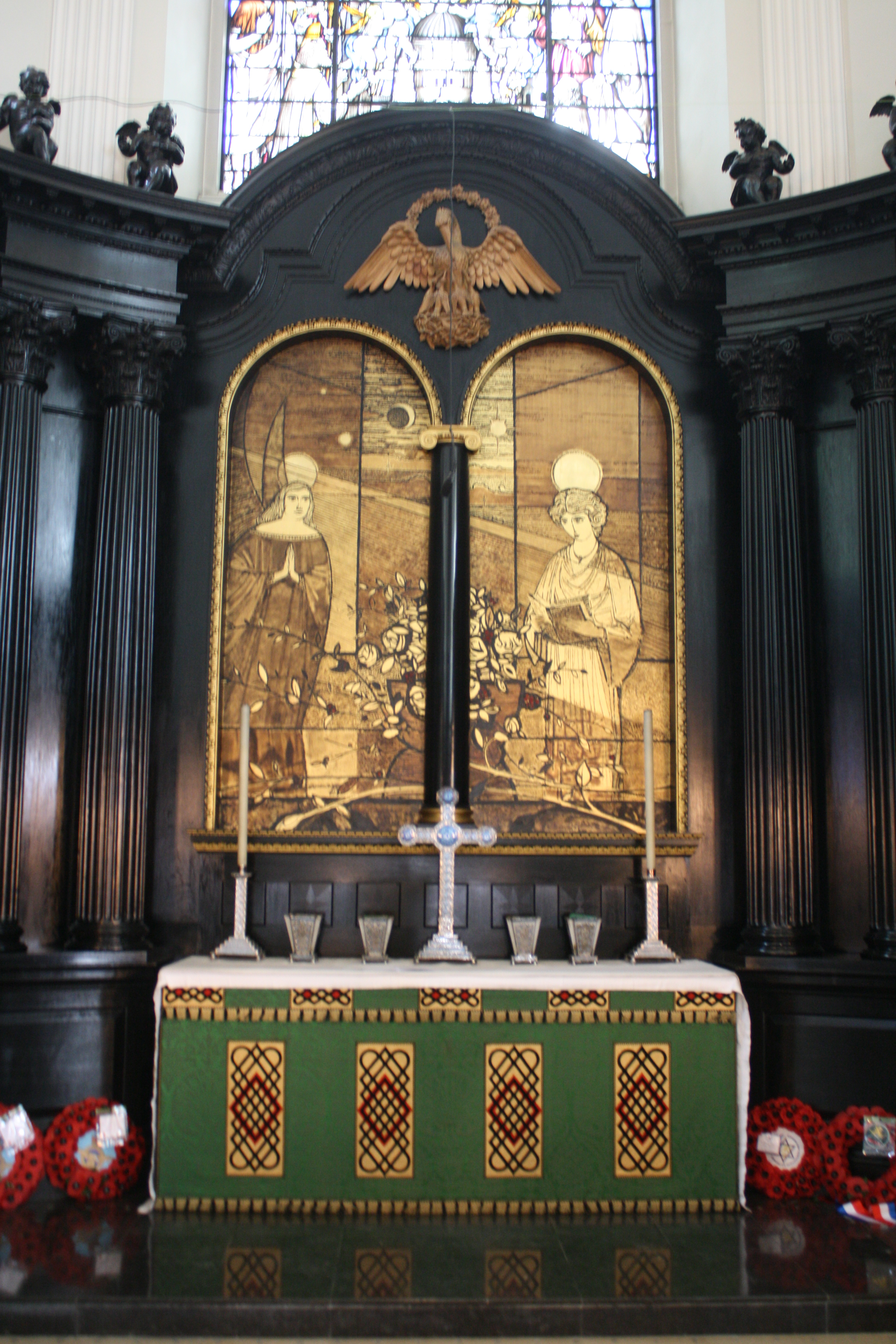
Autel
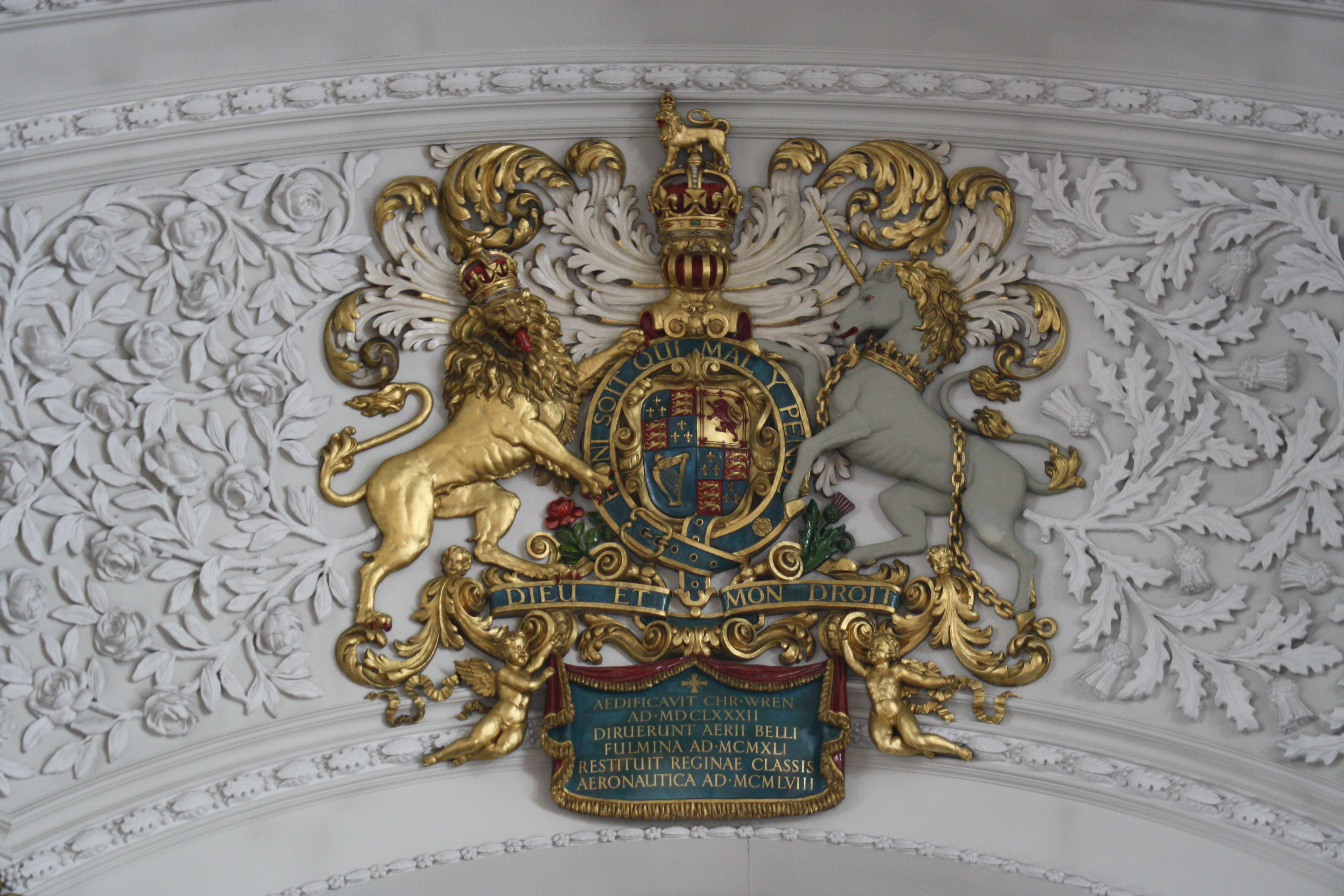
Armoiries royales dans l'abside, au-dessus de l'autel
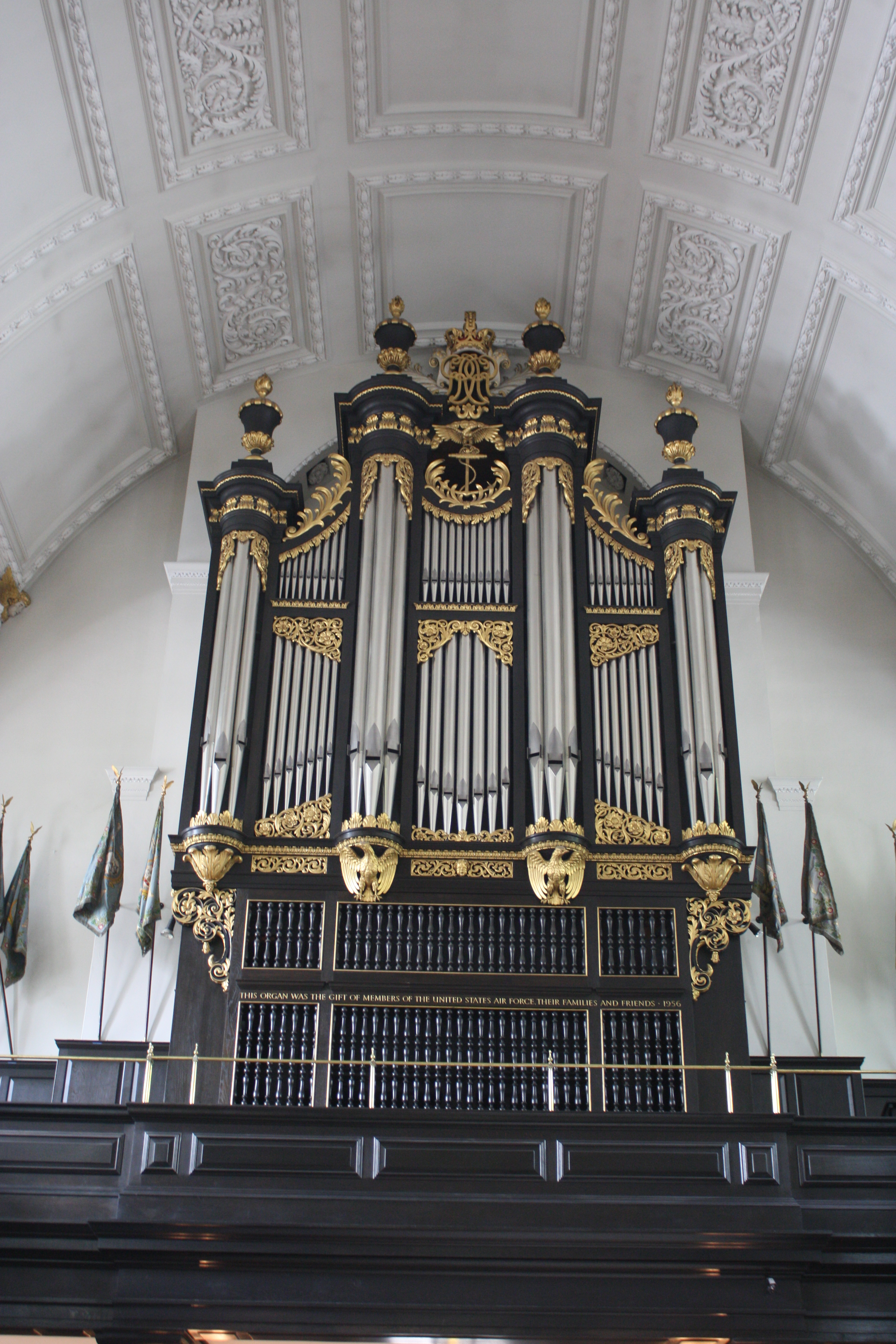
Orgue
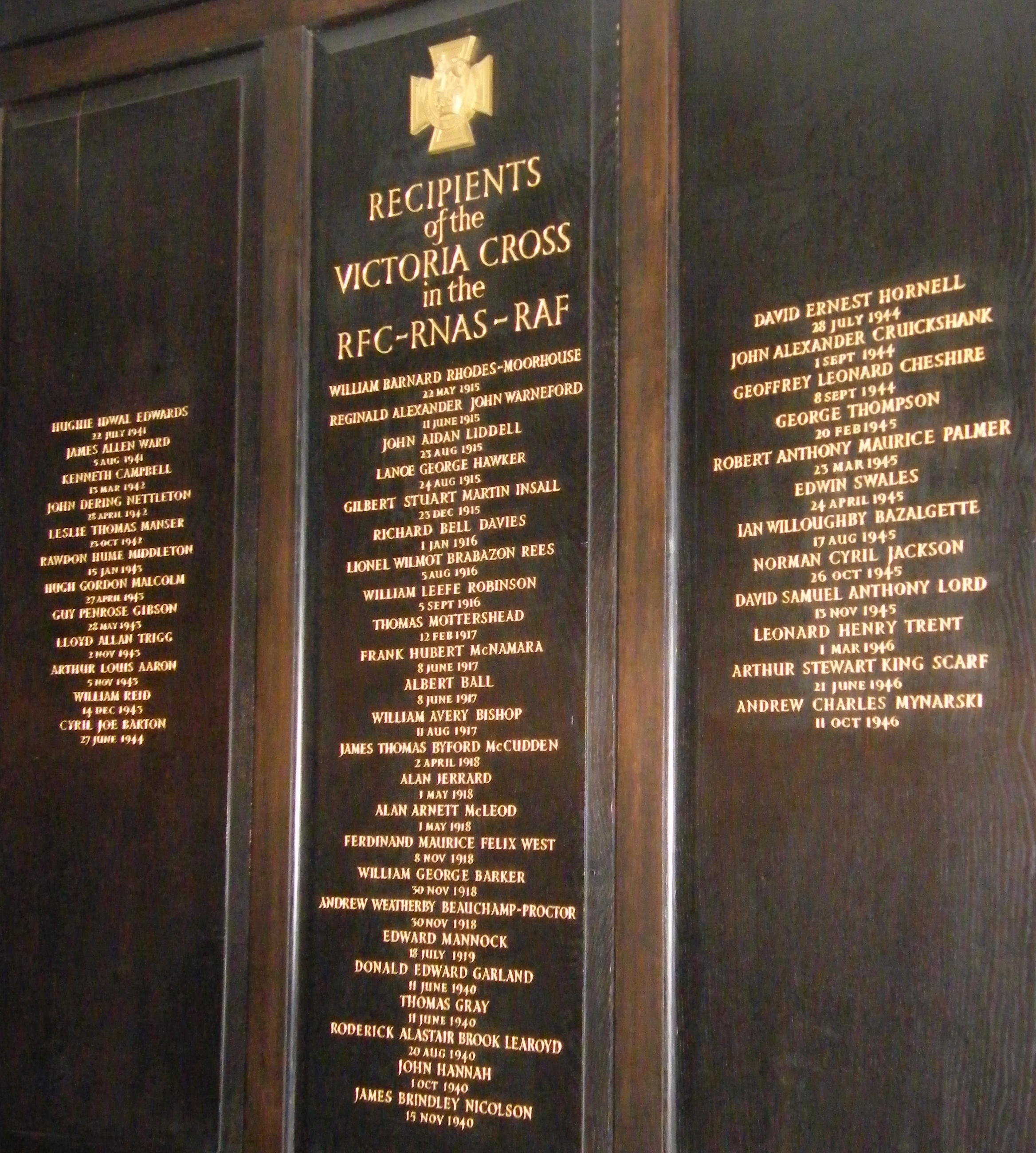
Liste des aviateurs qui ont obtenu la Croix de Victoria
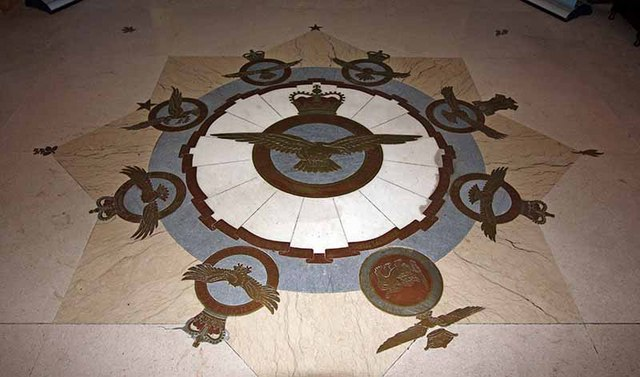
Monument aux morts de la Royal Air Force
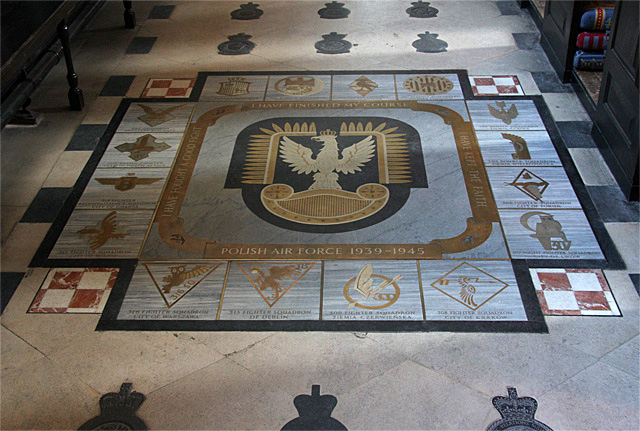
Monument aux morts polonais